# Ungerundeter halbgeschlossener Hinterzungenvokal
Lautliche und orthographische Realisierung des ungerundeten halbgeschlossenen Hinterzungenvokals in verschiedenen Sprachen:
- Estnisch: õ
- Bulgarisch: ъ
- Albanisch: ë
- Thailändisch: เออ (lang), เออะ und เอิ (kurz)
- Vietnamesisch: ơ

1. ↑  Im Deutschen nähert sich der Klang dieses Vokals der Aussprache in der thüringisch-obersächsischen Dialektgruppe an, z. B. Boot [bɤt]